# Градище (Банско, Струмишко)
Градище (на македонска литературна норма: Градиште) е антична и средновековна крепост, разположена над струмишкото село Банско, Северна Македония.

## Местоположение
Градище се намира над южната част на Банско, в подножието на Беласица, на 540 m надморска височина. Издига се на 250 m над полето и има много стръмни склонове, които се спускат в две успоредни дълбоки поройни долини. Много тясна седловина от юг я отделя от по-високата част. Върхът му е тесен, заравнен и обитаван в миналото. Отгоре можете да види полето на много километри на север, северозапад и североизток. На 0,8 km североизточно от Градище, в подножието на планината извира минерална вода, използвана от древността.

## История

### Античност
Термалните извори привличат хората от древни времена. При почистването на основния източник за каптирането му в 1970 година в него са открити няколкостотин антични монети от IV в. пр. Хр. до IV век сл. Хр., хвърляни в извора като оброчен дар, за изцеление.
Около връха през Късната античност е издигнат масивен зид. Виждат се два стенни пояса. Вътрешната стена, изградена с мазилка, обхваща пространство от 240 х 50 m (1 ha). Северната й част, която прави полукръг, и части от източната стена са разкрити в наше време от трасето на горския път. Тук са разкрити няколко малки вътрешни постройки. Западната стена се опира на вертикална скала. Според метода на изграждане стената произхожда от IV век, с основна реконструкция през VI век. Датировката се потвърждава от малките находки в този район.
На склоновете северно и източно от крепостта е изградено убежище, оградено отвън с по-слаба стена без мазилка, голямо 1,5 ha. В северния край, открит от горския път, са открити парчета от керамика от елинистическата и късноантичната епоха и монети от IV век. На тясната седловина на 100 m пред южното лице на крепостта е изградена предтвърдина. Тя е голяма с размери 36 х 24 m, също зидана с хоросан и е служила за отбиване на нападения от юг.
В северозападното подножие на Градище са разкрити няколко гроба с дарове от IV век. В близост до термалните извори е открита великолепен балнеум с няколко сводести помещения от IV век, реставрирана през VI век. Високо над развалините му през турско време е построена баня със същия характер, чието име мястото носи и до днес.

### Средновековие
Вероятно заради термалните извори крепостта е използвана с някои ремонти през цялото Средновековие. В 1956 година е открито заровено депо с почти 1000 византийски монети — медни скифати от XII и началото на XIII век на Йоан II Комнин, Мануил I Комнин и Андроник I Комнин, Исак II Ангел, Алексий III Ангел, български и латински имитации на Мануил I. Монетите се пазят в Струмишкия музей.

### Идентификация
След Беласишката битка в 1016 година следва походът на Давид Арианит от Солун към Струмица. По пътя той превзема две крепости Мацукион и Термица. Мацукион е край село Мачуково (Евзони),  на 5 km югоизточно от Гевгели, днес в Гърция. Като се вземе предвид крайната цел на Арианит — да превземе Струмица, и съдейки по името, според Иван Микулчич е възможно и вероятно фрурионът Термица да е Градище с термалните извори под него.